# حمدي الأعظمي
حمدي الأعظمي وهو أبو العلاء حمدي بن الملا عبد الله بن محمد العبيدي الأعظمي، حقوقي وأديب وكاتب ومؤلف وعالم وفقيه إسلامي عراقي من أهالي الأعظمية في بغداد، بنى له مكتبة عامة معروفة في محلة السفينة، تحتوي على الكثير من المراجع العلمية والمصادر الفقهية وأمهات الكتب والصحف وغيرها، وكان فيها مجلس يجتمع فيه أهل الفقه والدين، وله اطلاع معروف في علوم الرياضيات والكلام وأصول الفقه وكان مجلسه في داره بمحلة السفينة في حي الأعظمية بعد صلاة العصر من يوم الجمعة كل أسبوع يختلف إليه رجالات البلد من الساسة والأدباء والعلماء وكثيرا ما يحدث النزاع وتضطرب الآراء والأفكار فيرجعون إلى أمهات الكتب والمصادر التي لديه في المكتبة لفض النزاع وإقامة الحجة والبينة، وأسرته من عشيرة العبيد المعروفة بكثرة عددها ولقد سكنت أسرته حي الأعظمية منذ عهد السلطان مراد الرابع عام 1048هـ/ 1638م، وذلك بعد نزوحها من مضارب العبيد في لواء كركوك.

ولد الشيخ حمدي الأعظمي في عام 1298هـ/ 1882م بمحلة السفينة في الأعظمية، وتعلم القرآن الكريم في صغره، وبدأ تحصيلهُ الدراسي في المدارس الرشدية في الدولة العثمانية، ثم ذهب إلى المدرسة الحربية، وتخرج فيها بشهادة أعلى ثم درس العلوم الدينية في المدرسة المرجانية على الشيخ نعمان أفندي الآلوسي والشيخ عبد الرزاق أفندي الأعظمي، ونال الإجازة العلمية منهما، وبعدها واصل دراسته في مدرسة الإمام الأعظم عند الشيخ معروف أفندي البشدري والشيخ محمد سعيد أفندي النقشبندي، وأخذ منهما الإجازة، كما تتلمذ على الشيخ قاسم الغواص، ولقد أخذ الإجازة العلمية منه أيضا، وفي 9 ذي القعدة عام 1315هـ/ 1897م أثبت الأهلية ليكون معلماً، ونقل إلى المدرسة الرشدية في بعقوبة عام 1317هـ/ 1899م، وكان يلقي خطبة الجمعة أيام الجمع في جامع الشابندر في بعقوبة، وبعدها سافر إلى إسطنبول ودخل الامتحان العام في مجلس المعارف، وحصل على الدرجات الكاملة في ثلاثة عشر فرعاً من فروع العلوم الدينية والاجتماعية عام 1322هـ/ 1905م.

## المناصب والأعمال
وفي مدينة إسطنبول عين مدرسا وذلك عندما علم بتفوقه العلمي الشيخ خالدي زاده جمال الدين أفندي رشحه للتدريس في المدرسة الأحمدية في مدينة بورصة وأصدر أمرا بذلك من السلطان العثماني عبد الحميد الثاني، في غرة محرم من عام 1326هـ/1908م، ثم عاد إلى بغداد وزاول التعليم في نفس السنة من جديد في المدرسة الرشدية العثمانية في لواء العمارة ثم نقل إلى المدرسة النموذجية في بغداد ورقي بعدها إلى منصب مدير المدرسة، وبعدها عين بمنصب مدرس في المكتب السلطاني ببغداد حيث قام بتعليم الآداب التركية واللغة التركية واللغة الفارسية والعلوم الدينية كما عين مدرساً لعلم الرياضيات في كلية الإمام الأعظم أبي حنيفة النعمان عام 1328هـ/1910م، ثم نقل وعُيّن كذلك مدرس لمادة الطبيعة بفروعها المختلفة في دار المعلمين ودرس الرياضيات في مدرسة الهندسة.
ودخل كلية الحقوق سنة 1330هـ/1911م، وتخرج منها وحاضر في كلية الحقوق، وعُيّن أستاذا للشريعة الإسلامية، ومحاضرا في المعهد المالي، وكذلك ألقى عدة برامج إذاعية لفترة سنين طويلة في المواضيع الدينية والاجتماعية من دار الإذاعة العراقية. وكان يتبرع بالمكافأة عن أحاديثهِ إلى الميتم الإسلامي وجمعية حماية الأطفال.
ولقد عين مديراً عاماً للأوقاف سنة 1924م، فمدونا قانونياً في وزارة العدل سنة 1928م، ولخدماتهِ الجليلة منحه الملك غازي الأول ملك العراق السابق وسام الرافدين في عام 1934م، وبقي مدة من الزمن في التدوين ثم أحيل على التقاعد، وفي عام 1946م عين عميداً لكلية الشريعة إلى عام 1953م حيث خرج طلاب الدورة الأولى. ولهُ العديد من التلاميذ الذين تتلمذوا عنده وأخذوا منهُ الإجازة العلمية ومنهم الشيخ شاكر البدري.
كما أنه أسندت إليه مهمة إلقاء خطبة يوم الجمعة في الحضرة القادرية ببغداد بعد وفاة المفتي الشيخ قاسم القيسي، وتولّى رئاسة جمعية الهداية الإسلامية إلى وقت وفاته.

## من أهم منجزاته
كان لديه الكثير من الأعمال الخيرية وأنتخب عضواً في المجمع العلمي العراقي في شهر تموز من عام 1963م، ولهُ مكتبة تحتوي على أمهات الكتب على اختلاف فنونها جمعها خلال فترة سبعة عقود من عمره، وفيها كتب باللغة التركية واللاتينية والإنكليزية والفرنسية لأنهُ كان يحسن اللغة الفارسية والتركية ولهُ معرفة ببعض اللغات الأخرى، وقبل وفاته وفي عام 1381هـ/ 1961م بنى مكتبة عامة في الأعظمية وأوقف فيها سائر كتبه الذي بلغ عددها حوالي ستة آلاف وخمسمائة كتاب ومجلد ومخطوط، وبعد الغزو الأمريكي للعراق في عام 2003 سرق قسما من كتب المكتبة ونالها بعض التخريب من قبل ضعاف النفوس ثم أعاد أهالي منطقة الأعظمية صيانتها وترميمها ومازال مبنى المكتبة موجود في محلة السفينة حاليا.

## من أهم مؤلفاته
ألف الشيخ حمدي مؤلفات عديدة طبع منها 18 كتاب فقط وما زال معظمها مخطوطا ومنها:
- زبدة الحساب.
- تاريخ الفقه الإسلامي.
- الدر المنتقى في الفقه - بغداد 1325هـ.
- مرقاة العقائد - بغداد - 1325هـ.
- علم الكلام - بغداد - 1329هـ.
- خلاصة الهندسة - بغداد - 1331هـ.
- دليل القوانين والأنظمة من عام 1274 إلى 1358هـ .
- الدليل الجامع للأنظمة والقوانين في العراق - بغداد - 1366هـ .
- مجموعة المحاضرات عن وظائف مدراء القاصرين - بغداد 1934م.
- مجموعة المحاضرات عن الوظائف الكتابة في المحاكم الشرعية - بغداد 1934م.
- أصول الفقه - بغداد 1954م.
- المرشد إلى أصول الفقه - بغداد 1954م.
- غاية المرام في عقائد الإسلام - بغداد 1967م.[3]

## وفاته
توفي الشيخ حمدي يوم 16 محرم سنة 1391هـ/ 14 آذار سنة 1971م. وشيع بموكب مهيب من بعد صلاة العصر من موقع الحضرة القادرية إلى الحضرة الأعظمية محمولا على الرؤوس، وصلى عليه صلاة الجنازة الشيخ نجم الدين الواعظ وحضرها الكثير من علماء بغداد، ودفن في غرفة خاصة بمبنى مكتبتهِ العامة القريبة من مقبرة الخيزران، حيث كان قد أعد لنفسه مكانا للدفن فيها، ولقد أقيم مجلس الفاتحة في كلية الإمام الأعظم أبي حنيفة النعمان وفي عدد من مدن العراق.